# Metzmachersrath
Metzmachersrath, im 19. Jahrhundert Auf dem Metzmachersrath, ist eine Ortslage im Wuppertaler Stadtbezirk Uellendahl-Katernberg im Wohnquartier Siebeneick, die aus einer älteren Hofschaft hervorgegangen ist. 

## Lage und Beschreibung
Metzmachersrath liegt etwas nördlich des Kreuzungsbereichs Nevigeser Straße /  Westfalenweg und ist nun Teil eines größeren Siedlungsbereichs. Eine gleichnamige Straße Metzmachersrath berührt den alten Siedlungskern und führt in östliche Richtung von ihm weg. Der Fernmeldeturm Wuppertal-Westfalenweg wurde am östlichen Ende der Straße Metzmachersrath errichtet.
Benachbarte Ortslagen sind Krieg, Branger, Vogelsbruch und Wolfsholz. Zu den abgegangenen Höfen zählen Elsternbusch und Schanze, in heutige Wohngebiete aufgegangene Wohnplätze sind Triebel, Röttgen, In den Birken und Grenze.

## Etymologie und Geschichte

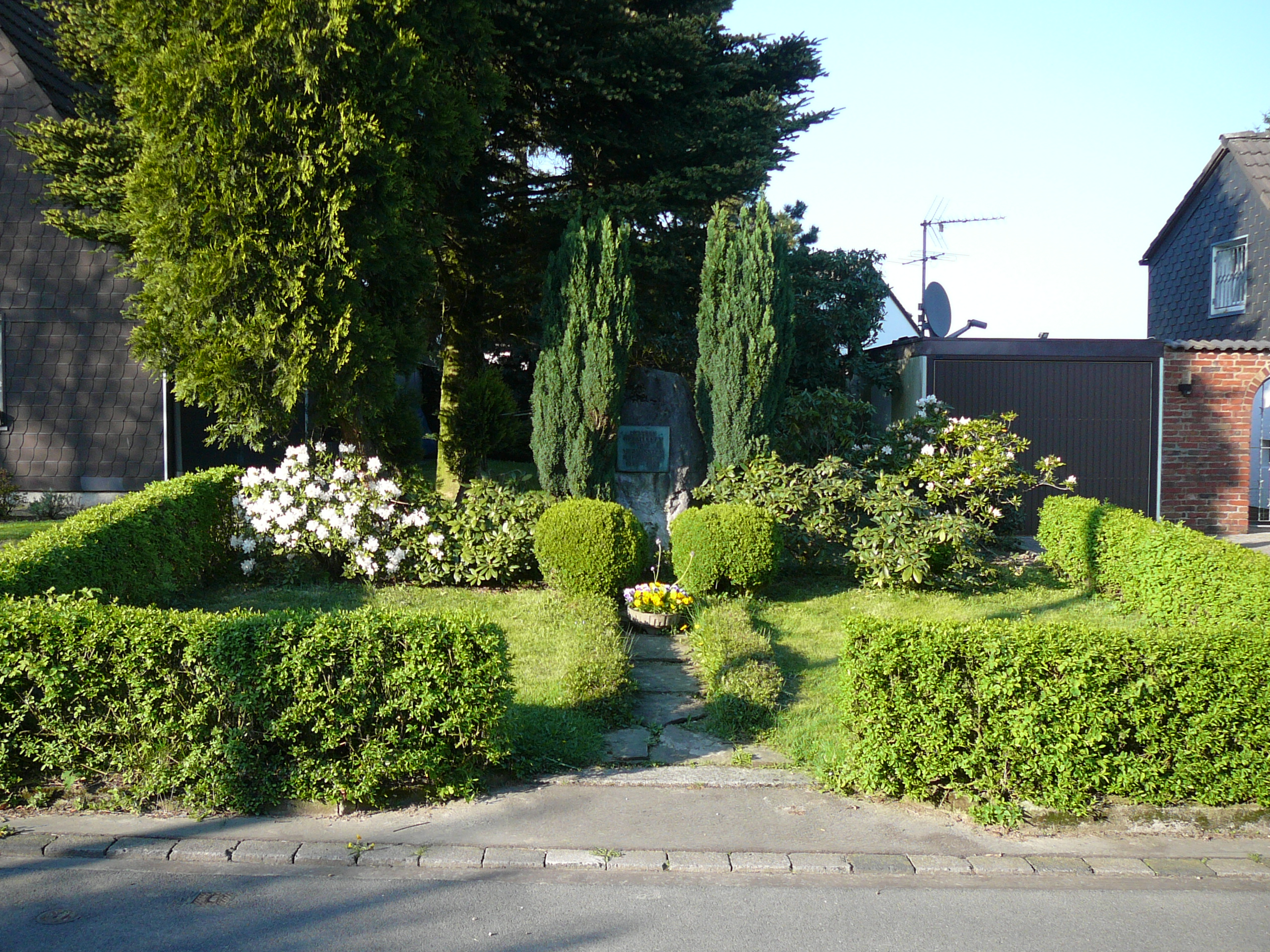
Ehrenmal in Metzmachersrath

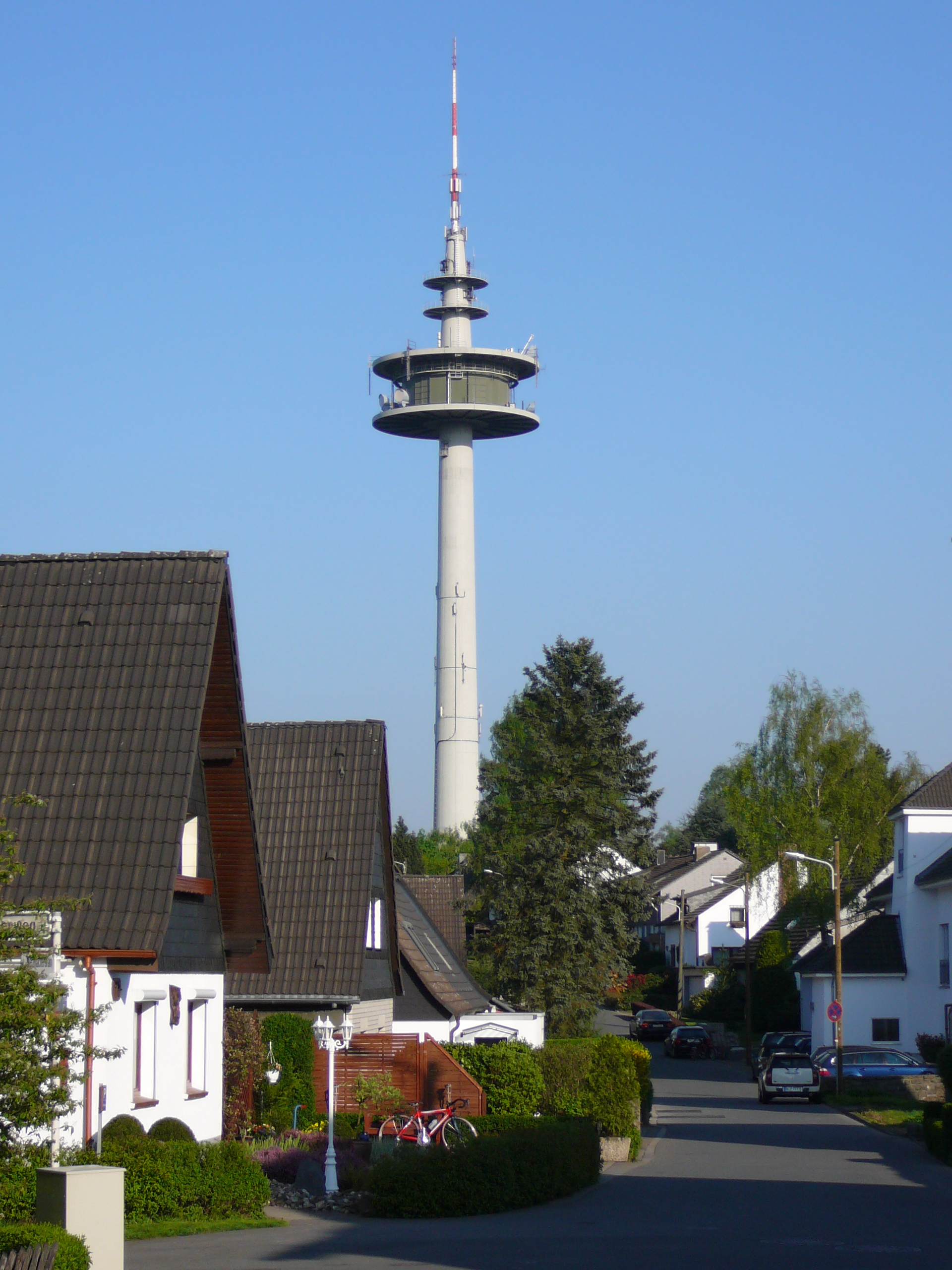
Der Fernmeldeturm Wuppertal-Westfalenweg bei Metzmachersrath

Der Name der Hofschaft Metzmachersrath geht vermutlich auf eine Rodung durch die Familie Metzmachers (Messermacher) zurück, die in dieser Gegend bereits 1566 ansässig war. Um 1600 wird der Ort als Uffm Rodt erwähnt. Auf der Topographia Ducatus Montani des Erich Philipp Ploennies aus dem Jahre 1715 hieß der Hof dementsprechend M.Rodt (-rodt, -rath = Rodung).
Bei Metzmachersrath kreuzte sich die alte Straße von Elberfeld nach Neviges, die etwas nördlich der heutigen Nevigeser Straße (Landesstraße 427) verlief, und der Kohlenweg, der als Höhenweg in Ost-West-Richtung verlief (heute Westfalenweg). 
1815/16 werden 100 Einwohner gezählt. 1832 gehörte Metzmachersrath zur Katernberger Rotte des ländlichen Außenbezirks des Kirchspiels und der Stadt Elberfeld. Der laut der Statistik und Topographie des Regierungsbezirks Düsseldorf  als Handwerkerwohnung kategorisierte Ort wurde als Auf dem Metzmachersrath bezeichnet und besaß zu dieser Zeit zwei Wohnhäuser und fünf landwirtschaftliche Gebäude. Zu dieser Zeit lebten nur noch 27 Einwohner im Ort, alle evangelischen Glaubens.
Der Siedlungsbau in der Ortslage begann kurz vor dem Zweiten Weltkrieg und wurde durch die nationalsozialistischen Machthaber gefördert. Sie wurde als sogenannte SA-Dankopfersiedlung für Angehörige der SA, der SS, des NSKK, fünf Kriegsbeschädigten des Ersten Weltkriegs und sogenannte “Verdiente Kämpfer” der NSDAP errichtet. Kinderreiche Familien aus diesen Personengruppen erhielten bei der Häuservergabe den Vorzug.
Kurz vor dem Beginn des Zweiten Weltkriegs wurden die Häuser bezugsfertig. Am 1. August 1953 wurde ein Ehrenmal in der Siedlung eingeweiht, das an die gefallenen und vermissten Familienväter aus der Siedlung, mehr als die Hälfte der dort ansässigen, erinnert.
In Metzmachersrath wohnte um 1630 die Familie des oberbergischen Industriepioniers Johann Wilhelm Sondermann (1770–1857).